# Spend
«Pasa» —título original en inglés: «Spend»— es el décimo cuarto episodio de la quinta temporada de la serie de televisión The Walking Dead fue dirigido por Jennifer Lynch y en el guion estuvo a cargo de Matthew Negrete. Se estrenó el 15 de marzo de 2015 en AMC y Fox Premium hizo lo mismo. La cadena Fox lo estrenara el 16 de marzo en España e Hispanoamérica. Este episodio marca la última aparición de los actores Tyler James Williams (Noah) y Daniel Bonjour (Aiden), ya que sus personajes son asesinados durante el episodio.

## Argumento
El Padre Gabriel (Seth Gilliam), todavía desgarra su culpabilidad y su pérdida de fe y rompe una Biblia en una iglesia en Alexandría. Mientras tanto, Noah (Tyler James Williams) se reúne con el marido de Deanna, Reg (Steve Coulter), que se compromete a enseñarle a ser un arquitecto y le da un diario para registrar sus experiencias, en las que Reg escribe un mensaje especial para Noah. Cuando Rick (Andrew Lincoln) hace sus rondas en la ciudad, pasa por la casa de Jessie (Alexandra Breckenridge) y descubre que una de las esculturas en las que ha trabajado, ha sido objeto de vandalismo. Rick ofrece para encontrar al culpable y le pregunta si tiene algún enemigo. Sin embargo, Jessie descarta sus preocupaciones. Más tarde el esposo de Jessie, Pete (Corey Brill) se acerca a Rick que intenta sin éxito tener una amistad con él.
Glenn (Steven Yeun), Noah, Tara (Alanna Masterson), Eugene (Josh McDermitt), Aiden (Daniel Bonjour), y Nicholas (Michael Traynor) se dirigen a un almacén en busca de piezas para reparar el sistema de energía solar de Alexandría. Eugene resiste a ir en el viaje, citando su estado auto-admitido de cobarde, pero es necesario debido a que éste sabe identificar las piezas correctas que necesitan. Al acercarse a la bodega, se encuentran que la zona frontal de está infestada de caminantes, pero hay una reja que les impide entrar al propio almacén. A medida que el grupo entra en el almacén, se encuentran con un oficial de policía zombi con armadura pesada. A pesar de los consejos de Glenn sobre no dispararle, Aiden dispara su arma al caminante varias veces, disparándole accidentalmente a una de sus granadas y ocasiona una explosión. Tara está gravemente herida, y Aiden queda aparentemente muerto por la explosión. La explosión también destruye la reja, lo que permite que la horda caminante logre entrar en el almacén. El grupo se dirige a una pequeña oficina y desde ahí descubren que Aiden sigue vivo al recuperar la conciencia. En ese momento Glenn, Noah y Nicholas intentan salvar a Aiden y, mientras Eugene se arma de valor y lleva a Tara afuera del almacén y elimina a un par de caminantes en el camino, Glenn descubre que Aiden ha sido empalado por dos piezas de metal, por lo que es difícil moverlo. Con una horda de caminante acercándose, Nicholas entra en pánico y huye, obligando a Glenn y Noah a abandonar a Aiden, quien admite, antes de ser comido vivo por los caminantes, que la muerte de cuatro personas en su equipo anterior, fue porque entraron en pánico y los abandonaron. Glenn, Noah, y Nicholas se ven obligados a refugiarse en el interior de una puerta giratoria, pero son rodeados por los caminantes de ambos lados. Eugene llega a la furgoneta y atrae, tocando la bócina y golpeando las chapas del vehículo, a los caminantes que estaban en el exterior del edificio. Sin embargo, Nicholas sale de la puerta giratoria y este huye de manera egoísta y cruel, dejando a Glenn y a Noah vulnerables. Los caminantes agarran a Noah, y lo alejan de las manos de Glenn, y lo desgarran y se lo devoran. Nicholas se dirige a a la furgoneta y le dice a Eugene que tienen que salir de inmediato, dejando atrás a los demás. Pero Eugene se niega, Nicholas lo saca de la camioneta e intenta salir sin él. Glenn llega y golpea a Nicholas hasta dejarlo inconsciente, con la intención de llevarlo de regreso a Alexandría.
De vuelta en Alexandría, Abraham (Michael Cudlitz) es parte de un equipo de trabajo de construcción de una nueva sección para ampliar las fronteras de Alexandría. Sin embargo, el sitio de construcción es atacado por una horda de caminantes. Francine (Dahlia Legault), una de las trabajadores queda varada y es rodeada por los caminantes. Tobin (Jason Douglas), el capataz, se congela de miedo y decide tomar la retirada cobardemente abandonando a Francine y a Abraham, que intentaba rescatarla. Abraham entonces se apresura a solas, y los trabajadores se quedan impresionados por tal heroica acción, y debido a que este sigue con vida y elimina a los caminantes, inspira a que el resto del equipo de trabajo lo ayuden y terminen con todos los caminantes. Una vez que todos los caminantes están muertos, Abraham asume el liderazgo de facto de la cuadrilla de trabajo y les da instrucciones para continuar en la construcción de la pared, manteniendo un ojo vigilante más hacia afuera para los caminantes. Más tarde, Tobin renuncia a su posición, admitiendo a Deanna (Tovah Feldshuh), Reg, y Maggie (Lauren Cohan) que Abraham es un líder mejor que él. Deanna se compromete a promover a Abraham pero expresa en privado sus preocupaciones a Maggie, señalando que con Rick y Michonne como alguaciles, Daryl como reclutador, y Abraham ahora es el nuevo capataz de la construcción, el grupo de Rick está ocupando rápidamente las posiciones importantes de Alexandría. Maggie contrarresta señalando que Alexandría necesita de Rick y del grupo si quiere sobrevivir en el futuro. Más tarde El Padre Gabriel llega a hablar en privado con Deanna, advirtiéndole en no confiar en Rick y su grupo, ya que han hecho cosas terribles para sobrevivir y que son malas personas. Sin embargo, Maggie escucha toda la conversación.̟
Carol (Melissa McBride) es visitada varias veces por el hijo de Jessie, Sam (Major Dodson), que sigue pidiéndole más galletas. Con el fin de deshacerse de él, Carol le dice que sólo hará galletas para él, si logra robar dos barras de chocolate en el almacenamiento de alimentos de la ciudad. Cuando Sam regresa con el chocolate, Carol se compromete a hornear las galletas. Sam le pregunta a Carol por qué robó las armas, y Carol responde que los necesita en caso de que tengan que protegerse. Sam luego le pide a Carol si puede tener una de sus armas y admite que él fue quien rompió la estatua de Jessie, debido a que estaba enojado, pero se escapa cuando Carol le pregunta por qué. Cuando Carol va a la casa de los Anderson para tratar de hablar con Sam o Jessie, Pete le responde fríamente y le da la espalda, de pronto Carol comienza a tener sospechas de que Pete golpea a Jessie. Cuando Rick vuelve a casa, Carol le dice que tiene razones para creer que Pete está abusando físicamente de Jessie y tal vez de Sam, y que la única manera de detenerlo es matar a Pete.

## Producción

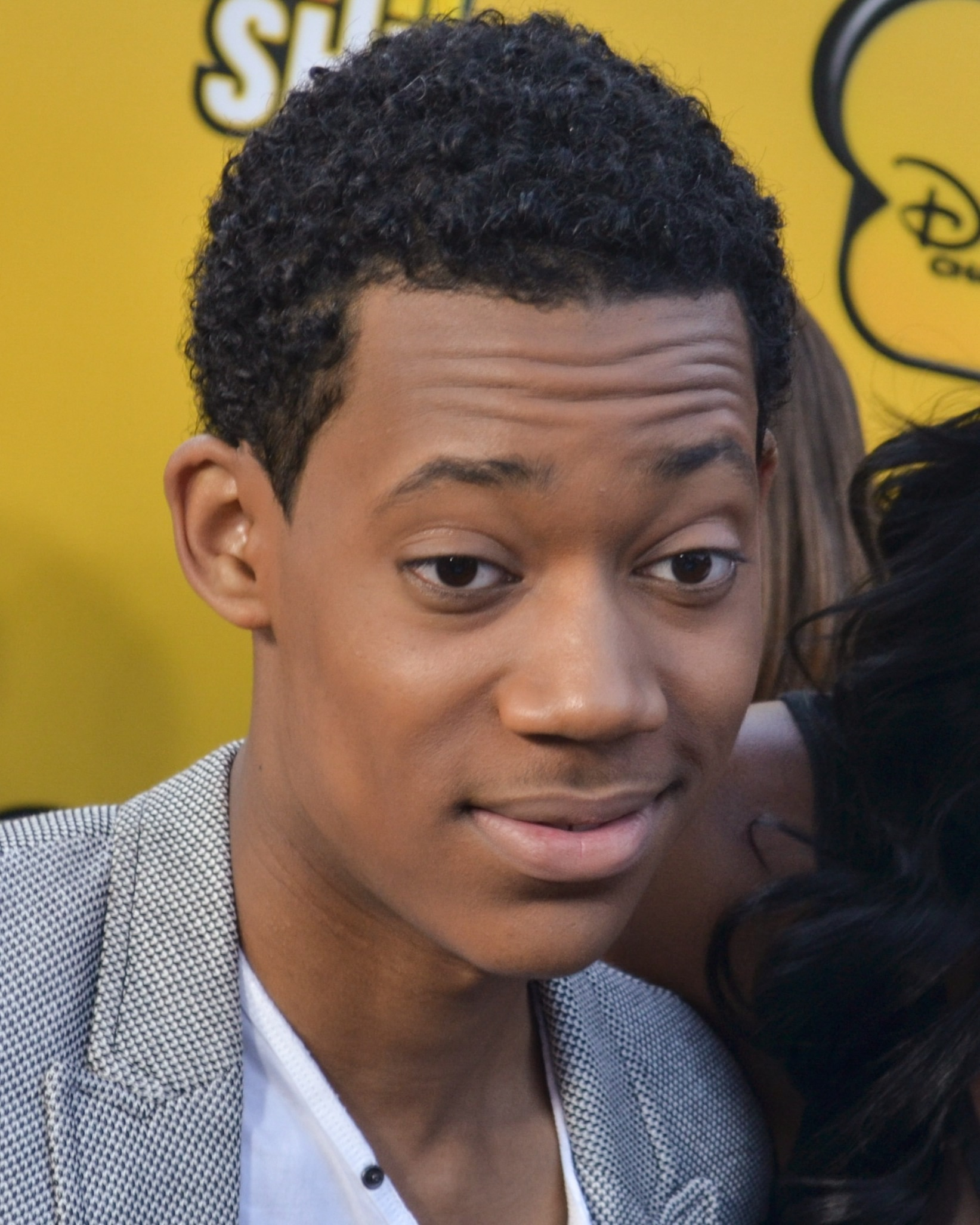
"Spend" marcó la última aparición de Noah (Tyler James Williams), como parte del elenco recurrente.

Chandler Riggs (Carl Grimes), Danai Gurira (Michonne) y Sonequa Martin-Green (Sasha Williams) no aparecen en este episodio, pero son acreditados. El episodio marca las últimas apariciones de Tyler James Williams como Noah y de Daniel Bonjour como Aiden Monroe, luego del fallecimiento de sus personajes.

## Recepción

### Audiencia
Al emitirse, el episodio fue visto por 13.781 millones de espectadores estadounidenses con una calificación de 18-49 de 7.0, una disminución en la audiencia del episodio anterior que tuvo 14.534 millones de espectadores, y una ligera disminución en 18-49 calificaciones del episodio anterior 7.3. La transmisión en Australia fue vista por 67,000 espectadores, lo que la convirtió en la tercera transmisión más vista en televisión de pago ese día.

### Críticas
Matt Fowler de "IGN" le dio un 9.2 de 10 diciendo "Spend fue un episodio maldito sólido que, en sólo una semana, me volteó en su conjunto "Rick haciéndose cargo de la situación de Alexandria. Lleno de enormes y momentos de tensión y sorprendentes muertes, este capítulo ahora me tiene de nuevo en el equipo de la dictadura o mejor dicho "Ricktadura" en inglés es "Ricktatorship".